# Afatinib
L’afatinib est un inhibiteur de tyrosine kinase (TKI) utilisé comme médicament en monothérapie dans le traitement des  cancers bronchiques non à petites cellules (CBNPC). 

## Commercialisation
L’afatinib est commercialisé sous les noms Gilotrif aux États-Unis et Giotrif en Europe (auparavant  Tomtovok et Tovok) et développé par Boehringer Ingelheim.

## Mode d'action
L’afatinib inhibe de façon irréversible les récepteurs de la famille ErbB, famille des récepteurs de facteurs de croissance épidermique (ErbB), eux-mêmes impliqués dans les mécanismes de signalisation intracellulaire contrôlant la croissance, la survie, l’adhésion, la migration ainsi que la différenciation de la cellule,.
La famille ErbB comprend 4 récepteurs tyrosine-kinase : 
- ErbB-1 (aussi appelé en anglais : epidermal growth factor receptor, EGFR ou HER1 ;
- ErbB-2 (aussi appelé HER2/neu) ;
- ErbB-3 ou HER3 ;
- ErbB-4 ou HER4[4].

## Indications
Traitement des patients adultes naïfs de TKI anti-EGFR (récepteur du facteur de croissance épidermique) atteints d’un cancer bronchique non à petites cellules (CBNPC), localement avancé ou métastatique, qui présente une (des) mutation(s) activatrice(s) de l’EGFR.

## Effets secondaires
- Paronychie
- Diminution de l'appétit
- Épistaxis
- Diarrhée, stomatite
- Éruption cutanée, dermatite acnéiforme, prurit, sécheresse cutanée